# Chapelle Saint-Barnabé de Basseterre
La chapelle Saint-Barnabé est une chapelle anglicane située à Basseterre, à Saint-Christophe-et-Niévès.

## Historique
Peu après l'arrivée du gouverneur Philippe de Longvilliers de Poincy à Saint-Christophe en 1639 fit don de cinquante travailleurs réduits en esclavage pour la construction d'un hôpital. Après la conquête anglaise des îles, l'hôpital fut détruit. Les Huguenots français présents sur place depuis leur expulsion de France ont été autorisés à construire un lieu de culte autour de 1726.
Au fil des ans, la communauté huguenote a diminué et a finalement été absorbée par l'Église anglicane.